# Battaglia di Tarnova
La battaglia di Tarnova consistette di una serie di scontri avvenuti tra il 19 e il 21 gennaio 1945 a Tarnova della Selva, allora in provincia di Gorizia, oggi in Slovenia, fra la Xª MAS della Repubblica Sociale Italiana, appoggiata dalle forze di polizia tedesche (Ordnungspolizei), e l'Esercito Popolare di Liberazione della Jugoslavia.
Lo scontro si accese col tentativo delle forze partigiane di assaltare il presidio fascista repubblicano a Tarnova della Selva (costituito dal battaglione della Divisione Xª MAS "Fulmine" e un nucleo genieri del "Freccia"); furono i comandanti della Xª MAS a voler attestarsi a Tarnova, nonostante il parere contrario dei militari italiani e tedeschi che ritenevano inutile e pericolosa la posizione in quella zona. Il presidio fu soccorso da truppe provenienti da Gorizia che riuscirono a consentire ai superstiti di rompere l'accerchiamento. Ciò comportò, tuttavia, l'abbandono della posizione, posta sulla strada che conduce alla valle del Vipacco. Complessivamente i reparti tedeschi e fascisti italiani coinvolti superarono il migliaio di effettivi, su cinque battaglioni e altri reparti minori, mentre quelli del IX Korpus facevano parte di sei diverse brigate, comprese quelle partigiane garibaldine italiane.
Lo scontro ha assunto, nella memorialistica neofascista, il ruolo di una battaglia a protezione della città di Gorizia, che alcuni mesi dopo (2 maggio 1945) fu comunque occupata dall'Armata Popolare di Liberazione della Jugoslavia.

## Premesse

### L'operazione Adler
Alla fine del 1944 il comando tedesco delle SS e della Polizia dell'OZAK (Operationszone Adriatisches Küstenland – Zona d'operazioni del Litorale adriatico) agli ordini di Odilo Globočnik - di fronte al rafforzarsi del IX Korpus partigiano iugoslavo a est e a nord di Gorizia - intraprese un'operazione offensiva, nome in codice Adler Aktion (operazione Aquila), con lo scopo di annientarlo.
L'operazione venne condotta da truppe tedesche e reparti jugoslavi collaborazionisti, principalmente Cetnici e Domobranci, ma un ruolo di primo piano fu assegnato alla Divisione "Decima" (Xª MAS), appena spostata sul fronte orientale italiano, i cui battaglioni erano stati da poco impiegati nelle operazioni contro la Repubblica libera della Carnia (8-15 dicembre 1944). I reparti, tuttavia, furono impiegati singolarmente e non nell'ambito della Grande Unità, come erano soliti fare i tedeschi con le truppe dei loro alleati. All'operazione parteciparono i battaglioni Decima "Sagittario", "Barbarigo", "Lupo", aliquote dei battaglioni "Nuotatori Paracadutisti", guastatori "Valanga", genio "Freccia", ed i gruppi d'artiglieria "San Giorgio" ed "Alberto da Giussano".
L'operazione Adler si concluse il 21 dicembre 1944 con scarsi risultati e comunque effimeri, poiché le truppe partigiane riuscirono a sganciarsi in massima parte, subendo perdite non gravi.

### La costituzione dei presidi nel Carso
Il comando SS e Polizia dell'OZAK - responsabile dell'operazione - decise di disporre le forze italiane in una serie di presidi sul Carso e l'Altopiano della Bainsizza, per controllare le vie d'accesso a Gorizia, una strategia che tuttavia esponeva i reparti all'accerchiamento da parte di forze preponderanti, come accadde al battaglione "Sagittario" a Chiapovano, salvato dall'intervento del battaglione "NP". I battaglioni della "Decima" si vedevano quindi coinvolti in una strategia suicida, per la quale non erano addestrati né equipaggiati in maniera adeguata.
L'abitato di Tarnova - pressoché spopolato - si trovava in posizione strategica nella Selva, poiché dominava la strada statale 307 Gorizia-Aidussina, che era una delle dirette arterie di traffico verso il capoluogo carsico.
Dopo pochi giorni, il battaglione "Sagittario" della Xª Flottiglia MAS - che si era installato a Tarnova - fu rilevato da aliquote del "Valanga" e una batteria del "San Giorgio", alle quali s'aggiunse per breve periodo il "Barbarigo": durante i cicli operativi di questi reparti furono colti i primi indizi di una possibile controffensiva partigiana. Il 9 gennaio successivo anche queste guarnigioni furono rilevate dal battaglione "Fulmine", che prese posizione a presidio dell'abitato di Tarnova, con una forza di 214 uomini, articolato su tre compagnie, delle quali la 3ª "Volontari di Francia", distaccata dal battaglione "Primo Longobardo" e formata da figli di italiani residenti appunto in Francia e reclutati presso la base di Bordeaux, Betasom. Tarnova era l'unica località della zona investita da Adler a essere ancora presidiata da truppe italo-tedesche.
L'abitato di Tarnova della Selva fu fortificato dai fanti di marina con la realizzazione di alcuni fortini con muretti a secco, tetti di lamiera, buche e filo spinato. Una cerchia più interna di difesa prevedeva alcune abitazioni civili riadattate alla bisogna in maniera non dissimile. Alcune mine antiuomo furono utilizzate per realizzare radi campi minati. L'equipaggiamento del "Fulmine" comprendeva diciassette fucili mitragliatori Breda Mod. 30, quattro mitragliatrici Breda Mod. 37, una mitragliera da 20 mm Oerlikon, nonché due lanciabombe Brixia da 45 mm e quattro mortai Breda da 81 mm.
Il "Fulmine" aveva così disposto le sue compagnie: la 1ª compagnia difendeva il settore nord dell'abitato, la 2ª quello sud, e la 3ª "Volontari di Francia" quello occidentale. Il comando della guarnigione era affidato al tenente di vascello Elio Bini, in assenza del comandante Orru, ferito.
La difesa di Tarnova è stata definita dal generale Farotti «una vera trappola per coloro che avrebbero dovuto presidiarla, anziché un'efficiente posizione di resistenza».
(G. Farotti, Sotto tre bandiere, Effepi, 2007)

### Il dispiegamento iugoslavo
Il IX Korpus jugoslavo decise di eliminare il presidio, posto in posizione strategica a dominare la piana goriziana e la valle del Vipacco, e pertanto pose due unità a chiudere gli accessi all'altopiano, con sbarramenti, dispiegamento di truppe e campi minati; l'unità incaricata dell'attacco era la 19ª brigata slovena di liberazione nazionale "Srečko Kosovel", supportata da:
- 30ª divisione jugoslava, basata sulla 17ª SNOB (brigata slovena di liberazione nazionale) "Simon Gregorčič" e sulla 18ª SNOUB (brigata d'assalto slovena di liberazione nazionale) "Bazoviška"
- Divisione Garibaldi "Natisone", composta dalla 156ª brigata partigiana "Bruno Buozzi" e dalla 157ª brigata "Guido Picelli", formate con personale italiano
- 20ª brigata "Garibaldi Triestina", formata con personale italiano
- 31ª divisione jugoslava, composta dalla 3ª SNOUB "Ivan Gradnik", dal 20º battaglione e dalla 7ª SNOUB "France Prešeren".

La 31ª divisione aveva il compito di sbarrare la strada fra Gorizia e Tarnova attestandosi tra i monti San Gabriele, San Daniele e Monte Santo, già teatro di aspre battaglie durante la Grande guerra, ricchi di trincee e ricoveri abbandonati, e il paese di Gargaro alle pendici sud dell'altopiano della Bainsizza (Banjška planota). La 30ª divisione avrebbe chiuso la Valle del Vipacco con la brigata "Gregorčič" e occupato l'Altopiano della Bainsizza con la brigata "Bazoviška".
La 19ª brigata ebbe in rinforzo una compagnia d'assalto e un'ulteriore dotazione d'armi d'accompagnamento, che portarono al parco armi altri quattro cannoni, due fucili anticarro, due mortai pesanti e tre lanciamine Partop (rectius partizanski top, cioè "cannone (top) partigiano", arma autoprodotta delle formazioni partigiane iugoslave).
La brigata "Kosovel" iniziò la manovra d'approccio a Tarnova nel tardo pomeriggio del 18 gennaio, con una temperatura di dieci gradi sotto lo zero. Dalla sua base di Ottelza (oggi Otlica, frazione di Aidussina) ed attraverso Mala Strana, a notte fonda essa giunse attorno a Tarnova. Alla mezzanotte le operazioni di posizionamento del dispositivo erano completate.
Secondo il piano del comandante Tone Bavec-Cene, il I battaglione avrebbe attaccato in due colonne, da nord-est dell'abitato, approfittando della miglior copertura offerta dai boschi che si spingevano fino a ridosso delle prime costruzioni di Tarnova. La prima colonna avrebbe attaccato seguendo la strada proveniente da Casali Nenzi (Nemci), una frazione dell'attuale Nova Gorica, la seconda quella che scendeva da Rialzo (Rijavci), altra frazione di Tarnova. Il battaglione avrebbe dovuto conquistare i bunker 2, 3, 4, 5, 6, 7 e 8: per questo scopo sarebbe stato appoggiato da due cannoni da 47/32 e due da 20 mm, mortai da 81, due "Partop" ed un PIAT, che poterono essere spinte fino a circa 300 metri dalla linea difensiva italiana, grazie alla copertura data dalla vegetazione. Le armi d'accompagnamento e il posto d'osservazione avanzato della brigata - assieme al comandante di Divisione - si posizionarono nella frazione di Volčič, a est del centro abitato di Tarnova. Le postazioni per i mortai da 81 mm furono approntate duecento metri a sudest di Volčič.
Il II battaglione avrebbe attaccato da sud, per conquistare i bunker 9, 10 ed 11. Avrebbe così anche dovuto impedire eventuali tentativi di sganciamento italiani verso Gorizia. Il III battaglione sarebbe rimasto di riserva nei boschi a nord ovest del paese; solo un suo plotone sarebbe entrato subito in azione eliminando il bunker n. 1, costruito in posizione isolata. Compito del III battaglione sarebbe stato impedire la ritirata della guarnigione italiana lungo la strada Tarnova-Raunizza.
Il IX Korpus era stato rinforzato grazie ad armi, munizioni, coperte, carburante, viveri, esplosivo, divise, medicinali, stazioni R.T paracadutati dagli Alleati nel corso dei giorni precedenti. Gli attaccanti potevano anche contare sulle informazioni passate occultamente da almeno un abitante di Tarnova.
Secondo G. Farotti, l'operazione di dispiegamento delle forze jugoslave venne condotta con grande abilità:
(G. Farotti, Sotto tre bandiere, Effepi, 2007)

## Lo scontro
I primi combattimenti sporadici si verificarono già a partire dal 12 gennaio: alcune pattuglie furono attaccate a Casali Nenzi, mentre dei colpi di mortaio colpirono Tarnova. In nessun caso ci furono perdite. Il 13 gennaio una pattuglia dei "Volontari di Francia" fu attaccata e riportò due feriti, uno dei quali - secondo Bonvicini - risultò colpito con una pallottola scamiciata. Secondo Stanko Petelin i primi scontri si ebbero il 13 quando una colonna di circa 150 soldati dell'Asse fu costretta a rientrare a Tarnova sulla strada per Carnizza. Il giorno 17 gli sloveni riuscirono ad interrompere i rifornimenti da Gorizia.

Cartina delle operazioni militari durante la battaglia di Tarnova.

### L'assedio partigiano
I primi movimenti dell'attacco partigiano a Tarnova iniziarono a notte fonda del 19 gennaio 1945, verso le ore 04:00. Lo scontro vero e proprio iniziò con tiri di mortaio jugoslavi sulle posizioni italiane alle ore 05:40-05:50. Dopo due ore di fuoco e assalti, alcune postazioni del "Fulmine" dovettero ripiegare, ma alle ore 13:00 i partigiani - pur in vantaggio numerico di almeno tre contro uno - non erano riusciti a penetrare nel paese e dovettero subire un contrattacco che riportò agli italiani le posizioni perdute. Al termine della giornata il conto delle perdite era pesante per gli attaccanti, i quali, nonostante il loro valore, non erano riusciti a prevalere sui difensori: oltre 80 morti e 150 feriti contro 12 marò italiani uccisi e 25 feriti. Per comunicare fra i vari capisaldi e cercare di riallacciare i rapporti coi comandi di Gorizia, i marò inviarono delle staffette, che tuttavia furono tutte uccise o catturate dagli assedianti. Il III Battaglione avanzò fino a quota 809, occupando il bunker n. 1 che però fu trovato privo di occupanti. Gli attaccanti persero anche alcune armi d'appoggio (partop e mortai). L'inclemenza del tempo, tanto da far congelare l'olio lubrificante dal freddo, impedì ulteriori attacchi da parte jugoslava.
Il giorno seguente l'attacco riprese con rinnovata violenza e un sistematico fuoco di mortai, che ad uno ad uno demolì i bunker italiani, in particolare quelli tenuti dai "Volontari di Francia". Secondo il giornalista Nino Arena, reduce della RSI, questi furono in gran parte uccisi o catturati, e i prigionieri usati come scudi umani e in seguito fucilati presso Sambasso. I superstiti si rinchiusero nell'osteria del paese. Subendo pesanti perdite, i marò dovettero ripiegare all'interno dell'abitato, asserragliandosi in alcune abitazioni poste in posizione dominante. Lasciarono sul campo 62 morti e 27 feriti, avendo inflitto al nemico una settantina di morti e oltre il doppio di feriti (secondo Perissinotto) o 9 morti, venti feriti e dieci congelati (secondo la Terčič).
Per gli assediati il problema principale era rappresentato dal fatto che i resti del battaglione, la cui forza era oramai pressoché dimezzata, erano dispersi e isolati gli uni dagli altri, e molti erano a corto di munizioni, tanto da dover realizzare rudimentali bombe a mano con esplosivo sfuso e scatolette di viveri vuote. I partigiani poterono far avanzare i cannoni anticarro, coi quali - dopo alcuni tentativi - riuscirono a demolire i bunker nn. 4 e 5. Altri nuclei isolati vennero poi sopraffatti dai partigiani nella notte fra 20 e 21 gennaio. Il centro dell'azione si spostò sui bunker 8 e 9, che il II Battaglione riuscì a isolare conquistando le case fra i due in due ore e mezza di combattimenti, mentre il III Battaglione si trovava alle prese col 12º bunker, lungo la strada per Gorizia. Prima dell'alba del giorno successivo (circa le ore 5:00) gli scontri si concentrarono attorno ai bunker n. 8 e 9, mentre il bunker n. 7 fu preso dai partigiani e poi riconquistato dagli italiani. Gli iugoslavi dovettero quindi ricorrere alla sistematica demolizione dei fortini attraverso esplosivo al plastico. Nel pomeriggio anche la riserva del III battaglione venne impiegata in battaglia per la conquista del bunker n. 12. Più volte i combattenti giunsero talmente vicini da essere a portata di voce e si scambiarono intimazioni alla resa e insulti.
83 uomini, cioè il grosso del battaglione "Fulmine", fu quindi radunato dal comandante in un gruppo di case a est della chiesa e mosse nel cuore della notte per una sortita verso sud, ottenuta anche dal Comando di divisione l'autorizzazione a ripiegare. La mossa colse di sorpresa gli sloveni e riuscì, al prezzo però di nove caduti. I restanti marò (48 uomini, di cui solo 35 abili al combattimento), invece, rimasero asserragliati nelle loro ridotte, dove riuscirono a resistere fino all'arrivo della colonna italiana del battaglione "Sagittario", appoggiato da tre carri tedeschi e aliquote della polizia germanica. Gli uomini dell'EPLJ rimasero padroni del paese - tranne che per le ultime ridotte della RSI - per l'intera giornata e, secondo alcuni autori italiani, lo saccheggiarono dopo aver ucciso i feriti della "Decima" nel posto di medicazione e alcuni civili.
I marò Ninno, Marchetti, Rosone, Ceccatelli, Del Giudice, Ottavio e altri arresisi alle forze slave usciti da un'abitazione adibita come ospedale vennero allineati dietro la chiesa del paese e fucilati, i feriti all'interno della casa tutti trucidati tranne pochi che riuscirono a nascondersi; anche 8 volontari di Francia che si arresero vennero trucidati. 
Altri caduti vennero recuperati dopo la battaglia, trucidati dai partigiani sul muro del cimitero.
La notizia dell'arrivo delle colonne dell'Asse da Gorizia costrinse la "Kosovel" a ritirare dall'abitato di Tarnova il III battaglione per impiegarlo sulla strada per Raunizza.

### La controffensiva italo-tedesca
Il comando italiano della Divisione "Decima" fu raggiunto dall'allarme per l'attacco partigiano a Tarnova solo alle 11:30 del giorno 19, quando i combattimenti erano già in corso da oltre sei ore. Il comando tedesco diramò un ordine operativo solo il giorno 20, dove affermava di aver ricevuto notizia dal "Fulmine" solo alle 15:00 del giorno prima. Radunati i battaglioni "Valanga" e "Sagittario" e ottenuto dai tedeschi un nucleo corazzato con tre carri e aliquote di polizia, le colonne si mossero: l'operazione fu contrassegnata dalla sigla 280/45.
Le colonne erano così costituite:
- la prima, avrebbe dovuto puntare su Tarnova passando per Sambasso ed era costituita da due compagnie[65] del battaglione "Valanga" e dal III battaglione del 15º reggimento tedesco "Polizei" nonché da due batterie da 75/27 del "San Giorgio" (quattro pezzi).
- la seconda era formata dal battaglione "Sagittario", della divisione di fanteria della RSI "Decima", nonché dal III battaglione del 10º reggimento tedesco "Polizei", da aliquote della Milizia Difesa Territoriale (MDT) di Gorizia, una batteria di artiglieria della Xª MAS e dalla 182ª compagnia tedesca collegamenti (Nachrichten in tedesco)[66].
- A queste colonne s'aggiunse successivamente il battaglione "Barbarigo", al quale l'ordine di partenza giunse solo nel pomeriggio[67].
- Erano presenti anche tre carri armati di preda bellica[68], il cui intervento servì fin dall'inizio a sfondare una prima linea partigiana fra Monte Frigido e Loqua[69].

Le colonne, ostacolate dalla neve, puntarono verso la Sella del Dol. Tuttavia, dopo un incidente causato da una mina ad un camion della 4ª compagnia del "Valanga", l'avanzata dovette arrestarsi, anche per le resistenze dei carristi tedeschi a proseguire. Ripresa la marcia nel pomeriggio inoltrato, italiani e tedeschi incapparono nelle difese predisposte dal IX Korpus sul monte San Daniele, che gli sbarrarono la strada per Tarnova. In particolare, una puntata offensiva del "Valanga" venne fermata da un intenso tiro di mitragliatrici e mortai partigiani.
Fu così stabilito, non senza attriti e accese discussioni, di assaltare il giorno 20 le alture fra Gorizia e Tarnova, anche per alleggerire il peso della minaccia partigiana contro il capoluogo carsico. All'alba, "Valanga" e "Barbarigo" assaltarono il monte San Gabriele, difeso da reparti della brigata partigiana "Gradnik" e, probabilmente, anche da italiani della Divisione Garibaldi "Natisone" mentre il battaglione "Sagittario" proseguì lungo la strada. A metà mattinata del 20 gennaio il monte era in larga parte sotto controllo degli italiani, che dovettero respingere un contrattacco partigiano condotto fingendosi tedeschi. La conquista del San Gabriele permise anche di sviluppare fuoco d'interdizione con l'artiglieria e colpire le truppe partigiane che assediavano Tarnova. Il "Sagittario" fu invece arrestato da un'intensa reazione partigiana, mentre i tedeschi rifiutarono di impegnare a loro volta i carri per aiutare lo sfondamento italiano.
Il giorno 21, con un rinnovato sforzo, "Valanga" e "Barbarigo" riuscirono a scalzare definitivamente l'EPLJ dal San Daniele: il "Valanga", appoggiato da aliquote della polizia tedesca, poté riprendere la marcia verso Tarnova, passando per Sambasso e prendendo contatto coi superstiti del "Fulmine" in ripiegamento. Anche il "Sagittario", riottenuto l'appoggio dei corazzati tedeschi, riuscì a sfondare la resistenza partigiana a occidente di Raunizza e puntò risolutamente su Tarnova. Contemporaneamente, venivano predisposte puntate offensive da parte di altri reparti italo-tedeschi presenti in zone limitrofe, per alleggerire la pressione su Tarnova e provocare un diversivo, ma anche per impedire l'afflusso della Divisione Garibaldi "Natisone" nella zona degli scontri. Da Trieste fu fatto affluire il battaglione Confinario MDT, rinforzato da due compagnie del 4º Reggimento MDT mentre i tedeschi inviarono di rinforzo una sezione carri. Da nord si muovevano la controbanda "Tonini" del Reggimento alpini "Tagliamento" e i bersaglieri del Battaglione "Mussolini" in Valle Baccia. Dalla Valle Idria si mobilitava anche il Gebirgs-Jäger-Bataillon Heine.

I funerali dei caduti del "Fulmine" a Gorizia, il 30 gennaio 1945.

Con un'ampia manovra da nord, reparti del 4º Reggimento MDT e aliquote tedesche si scontravano con gli italiani della brigata "Buozzi", infliggendole perdite. Inoltre il contrattacco delle colonne di soccorso oltre a riconquistare il monte San Gabriele e San Daniele mise in serio pericolo le unità partigiane le quali si ritirarono da Tarnova subendo perdite ma evitando di essere accerchiate; otto morti vennero riportati dai partigiani in uno scontro sul Monte San Gabriele.

## Epilogo
All'arrivo delle colonne italo-tedesche, le truppe del IX Korpus si ritirarono da Tarnova e i superstiti dei 48 uomini del battaglione "Fulmine" rimasti asserragliati a Tarnova furono liberati dall'assedio. Gli uomini della Kosovel, al sopraggiungere della colonna italo-tedesca si ritirarono e subirono perdite. L'unità partigiana fu inseguita ed attaccata ancora dalle forze italo-tedesche a Raunizza, Sadove, Sagoria (Zagorje), Cima Nera, Bale, Zabdro, Santo Spirito della Bainsizza (Banjsice) e sulla Bainsizza e colpita con artiglieria e mortai dalle posizioni dominanti dei monti conquistati.
I superstiti del battaglione rientrarono il 24 gennaio a Gorizia, accolti, secondo il memorialista della RSI Giorgio Pisanò, da una manifestazione popolare di gioia. Nei giorni successivi i funerali delle vittime furono celebrati solennemente per le vie della città, al cospetto della popolazione.
Il comandante della Decima MAS Junio Valerio Borghese citò il battaglione "Fulmine" all'ordine del giorno. Lo stendardo del "Fulmine" fu insignito di Medaglia d'argento al valor militare della R.S.I. per i fatti d'arme di Tarnova, in seguito ai quali venne anche composta una canzone, che divenne l'inno del battaglione. La distruzione a stento scampata del "Fulmine" evidenziò tuttavia le debolezze della "Decima" e soprattutto l'aumentata efficienza delle forze partigiane jugoslave, anche se, pochi giorni dopo, cioè il 26 gennaio successivo, due compagnie del Barbarigo costrinsero alla ritirata gli uomini del IX Korpus sull'altopiano della Bainsizza.
Nei giorni successivi, la divisione "Decima" e altri reparti italo-tedeschi furono coinvolti in un massiccio rastrellamento a oriente di Gorizia, respingendo i reparti dell'EPLJ nella "zona libera" dell'altopiano di Voschia (Vojsko). Alla fine del marzo 1945 i reparti della "Decima", dopo una serie di incidenti con i tedeschi e gli jugoslavi collaborazionisti, furono allontanati per richiesta germanica dall'OZAK e le posizioni riguadagnate sull'altopiano della Bainsizza e nella Selva di Tarnova rioccupate dalle truppe dell'EPLJ. Prima di lasciare Gorizia i reparti della "Decima" si schierarono davanti ai resti del monumento ai Caduti della Grande guerra della città isontina, fatto saltare in aria dalle milizie jugoslave collaborazioniste nei mesi precedenti.
In prospettiva l'episodio di Tarnova non fu un caso isolato: le brigate e divisioni partigiane attaccarono altri presidi italo-tedeschi e lentamente riconquistarono tutte le posizioni perdute durante l'operazione Adler, mostrando superiorità tattica e di iniziativa. Lo scontro di Tarnova si distinse per la sua particolare durezza e per il valore dimostrato sia dagli italiani del "Fulmine" che dagli sloveni della Kosovel.

## Esito dello scontro

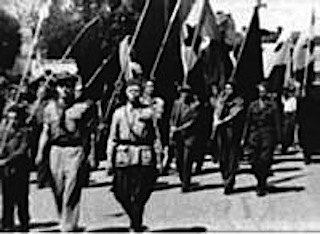
Il IX Korpus sfila a Gorizia il 1º maggio 1945.

La letteratura e la memorialistica di parte jugoslava e quella più vicina al reducismo italiano avocano la vittoria ciascuna al proprio schieramento.
Secondo lo storico militare Stefano Di Giusto invece "il IX Korpus partigiano consegu[ì] un importante successo eliminando il presidio di Tarnova e riconquistando piena libertà di movimento nella parte meridionale dell'altopiano di Tarnova e verso la valle del Vipacco".
Per Giorgio Pisanò quella partigiana fu una "sconfitta" e la resistenza a Tarnova aveva sventato il piano di Tito di occupare Gorizia fin dall'inverno 1944-1945. Secondo Marco Picone Chiodo, a Tarnova "il IX Korpus era stato nettamente rigettato indietro e con esso il pericolo che rappresentava per le popolazioni orientali italiane": questa affermazione cozza però col fatto che Gorizia fu occupata dagli sloveni a maggio dello stesso anno.
Viceversa, secondo Jernej Alič, lo scontro si era risolto in un successo per i partigiani, che erano riusciti a costringere il presidio della "Decima" a ritirarsi da Tarnova, lasciando ingente bottino nelle mani del IX Korpus. Secondo Stanko Petelin "il nemico ha subito una pesante sconfitta: il battaglione fascista a Tarnova è stato quasi distrutto e i resti del battaglione dovettero ritirarsi a Gorizia. Tarnova è di nuovo nelle nostre mani". Anche per Sara Terčič, "l'investimento di Tarnova è un grande successo militare e politico".
Altri testi si limitano al resoconto degli eventi e alla conta delle perdite.

## Tarnova nel reducismo della RSI
La battaglia di Tarnova gode di ampio risalto nella memorialistica della RSI, che rappresenta la maggior parte della letteratura in italiano sull'argomento. Autori come Giorgio Pisanò e Nino Arena hanno celebrato la resistenza della Decima – dipinta con tinte eroiche per l'esiguità delle sue forze rispetto a quelle nemiche – attribuendole il merito di aver evitato che Gorizia venisse occupata dai partigiani di Tito e quindi ceduta alla Jugoslavia nel dopoguerra.
Tuttavia, le forze di Tito furono solo momentaneamente respinte, poiché nei giorni successivi agli scontri con la Decima riuscirono comunque a prendere la località di Tarnova (oggi slovena), mentre dal 1º maggio al 12 giugno 1945 occuparono la stessa Gorizia. L'occupazione jugoslava della città cessò solo grazie agli accordi stipulati da Tito e dal generale britannico William Duthie Morgan il 9 maggio – poi ratificati il 9 giugno a Belgrado da Tito e dal comandante delle forze alleate in Italia Harold Alexander – che delimitarono la zona d'occupazione jugoslava con la "linea Morgan". Furono dunque tali patti a porre le basi per la restituzione di Gorizia all'Italia.
Ogni anno, il 21 gennaio e nei giorni successivi, Gorizia è sede di un raduno commemorativo dei reduci della Decima.